# Wolf von Baudissin
Se även Wolf Heinrich von Baudissin och Wolf Wilhelm Friedrich von Baudissin.

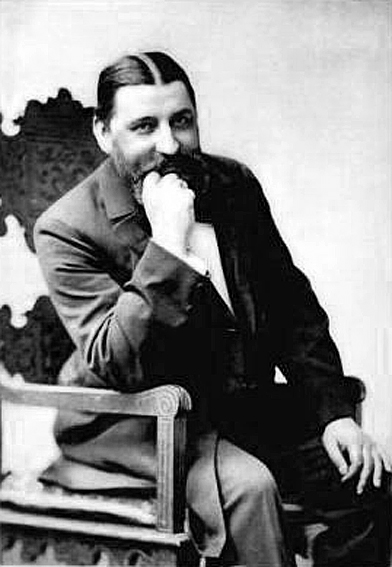
Wolf Ernst Hugo Emil Graf von Baudissin alias Freiherr von Schlicht

Wolf Ernst Hugo Emil von Baudissin, född 30 januari 1867 i Schleswig, död 4 oktober 1926 i Weimar, var en tysk greve och författare under pseudonymen Freiherr von Schlicht. Han var son till Adelbert Heinrich von Baudissin.
von Baudissin skrev ymnig och populär förströelselitteratur med stoff huvudsakligen från det muntra tyska militär- och sällskapslivet.

## Böcker på svenska
- Excellensen Seyffert: humoristisk roman ur militärlifvet (översättning H. Bellander, 1903)
- Eftersökt (översättning Signild Wejdling, Nya Dagligt Allehanda, 1903)
- Officersadel (anonym översättning, Hierta, 1907)
- Kommendantens dotter (översättning Eva Zetterlund, Holmquist, 1914)
- Excellensen Seyffert (översättning Oscar Nachman, B. Wahlström, 1918)